# Siliguri
Siliguri è una suddivisione dell'India, classificata come municipal corporation, di 470.275 abitanti, situata nei distretti di Darjeeling e Jalpaiguri, nello stato federato del Bengala occidentale. In base al numero di abitanti la città rientra nella classe I (da 100.000 persone in su).

## Geografia fisica
La città è situata a 26° 41' 60 N e 88° 25' 60 E e ha un'altitudine di 120 m s.l.m..

## Società

### Evoluzione demografica
Al censimento del 2001 la popolazione di Siliguri assommava a 470.275 persone, delle quali 249.942 maschi e 220.333 femmine. I bambini di età inferiore o uguale ai sei anni assommavano a 54.691, dei quali 27.584 maschi e 27.107 femmine. Infine, coloro che erano in grado di saper almeno leggere e scrivere erano 329.581, dei quali 186.855 maschi e 142.726 femmine.